# Museo itinerante
Un museo itinerante (del griego μουσεῖον y del latín musēum) es una institución pública o privada, al servicio de la sociedad y su desarrollo, que adquiere, conserva, investiga, comunica y exhibe todo tipo de obras de artes y objetos en espacios ajenos a la institución. Los museos itinerantes complementan el concepto más común de las exposiciones itinerantes en las que cada museo de distintas ciudades aporta algunas de sus obras para que puedan verse todas juntas en un determinado lugar.
Los museos itinerantes nacen de la necesidad de permitir la mayor difusión posible de las obras expuestas y al mismo tiempo la revalorización de los lugares, muchas veces de interés arquitectónico, donde temporalmente funcionan estos museos.
Existen también museos que por su condiciones específicas se definen itinerantes como el barco Amerigo Vespucci, que ha visitado los puertos más importantes del mundo con la tarea de embajador del arte, la cultura y la ingeniería naval.
Actualmente existen una gran variedad de museos itinerantes: museos itinerantes de ciencias y técnica, museos itinerantes de arte, museos itinerantes históricos, museos itinerantes dedicados a personalidades del mundo del arte o del espectáculo.  

## Museos itinerantes
- Museo Itinerante de Biodiversidad y Conservación.
- Museo del pueblo.
- Museo itinerante Principia.
- Museo Itinerante Diego Maradona.
- Museo itinerante de Guayaquil.
- Itimuseum.
- Museo itinerante del olivo en Écija.
- Museo Itinerante de Arte y Arquitectura Moderna (Exposeum)
- Museo Itinerante de Arte y Cultura Medieval (Minerarte)
- Museo itinerante de la Biodiversidad de los fondos marinos de Magallanes